# Opogona chrysocapna
Opogona chrysocapna är en fjärilsart som beskrevs av Diakonoff 1955. Opogona chrysocapna ingår i släktet Opogona och familjen äkta malar. Inga underarter finns listade i Catalogue of Life.